# Mihai Eminescu
Pour les articles homonymes, voir Eminescu.
Mihai Eminescu (prononcé en roumain : /mi'hai emi'neskou/), de son nom d'état civil : Mihail Eminovici (prononcé en roumain : mi'hail éminovitch) (15 janvier 1850 - 15 juin 1889), est un poète romantique, emblématique en Moldavie (pays de naissance) et en Roumanie (pays de décès).
Ses poèmes les plus connus sont Luceafărul (Hypérion) - (L'étoile du Nord), Odă în metru antic (Ode en métrique ancienne), et les cinq Scrisori (Épitres). Eminescu était un membre actif de la société littéraire Junimea, et a travaillé comme rédacteur au Timpul, un journal conservateur.

## Biographie

### Origines et enfance
Son père est Gheorghe Eminovici d'Ipotești, village près de Botoșani en Moldavie, où il épouse Raluca Iurăscu, fille d'un stolnic (sénéchal).
Mihail (comme indiqué dans le registre de baptême) Eminovici naît à Botoșani, septième enfant parmi onze. Il passe ses premières années à Botoșani et à Ipotești, dans la maison de ses parents. De 1858 à 1866 il va à l'école primaire de Cernăuți (capitale de la Bucovine alors autrichienne : Czernowitz en allemand). Il y fréquente le « Lycée impérial et royal », où il est collègue de Johann Menga. Il a comme professeur de littérature roumaine Aron Pumnul, une figure de la renaissance culturelle roumaine et des années révolutionnaires de 1848.
Sa vocation d'écrivain se révèle en 1866. En janvier, son professeur Aron Pumnul meurt, et les élèves du lycée de Cernăuți publient un pamphlet, Lăcrămioarele învățăceilor gimnaziaști (Les larmes des lycéens) dans lequel se trouve un poème intitulé La mormântul lui Aron Pumnul (À la sépulture d'Aron Pumnul) signé « M. Eminoviciu ». Le 25 février, son poème De-aș avea (Si j'avais) est publié à Bucarest dans le magazine littéraire de Iosif Vulcan : Familia. C'est le commencement d'une série continue de poèmes publiés (avec leur traduction occasionnelle en allemand). C'est aussi Iosif Vulcan, qui n'aime pas l'orthographe slavo-autrichienne « Eminowicz » du patronyme du jeune poète, qui choisit pour lui le nom de plume roumanisé de Mihai Eminescu.
En 1867, le jeune Mihai Eminescu rejoint à 17 ans la troupe de Iorgu Caragiale comme secrétaire et souffleur ; l'année suivante, il entre dans la troupe de Mihai Pascaly, qui comprend Matei Millo et Fanny Tardini-Vlădicescu. Il s'installe bientôt dans la capitale roumaine, où, fin novembre, il est nommé secrétaire et copiste pour le Théâtre national de Bucarest. Durant cette période, il continue d'écrire et publier des poèmes. Il paie son loyer en traduisant des centaines de pages d'un livre allemand d'Enric Theodor Rotscher, mais ne termine pas ce travail. Il commence aussi à cette époque son roman Geniu pustiu : « Vain génie » (ou « inutile », ou « inconsolable » selon les traductions), publié de manière posthume en 1904, sous forme inachevée.
Le 1er avril 1869, il est le cofondateur du cercle littéraire « Orient », dont les objectifs incluent la collection de documents en rapport avec l'histoire littéraire roumaine. Le 29 juin, les divers membres du groupe « Orient » sont envoyés en mission dans différentes provinces du pays pour y propager les idéaux de la renaissance culturelle. Eminescu choisit la Moldavie. Cet été-là, il revoit fortuitement dans les jardins du Cișmigiu, à Bucarest, son frère Iorgu qui est officier dans l'armée, mais refuse l'offre de Iorgu de reprendre contact avec sa famille, car ses parents, conformistes, refusaient encore de leur côté de comprendre sa vocation littéraire et poétique. Iorgu, toutefois, ne renonce pas à réussir sa médiation.
Mihai a déjà quitté la troupe de Pascaly quand il part pour Cernăuți (Czernowitz) et pour Iași (Jassy). Sur les instances de Iorgu il renoue avec sa famille et son père lui promet de l'aider s'il veut poursuivre des études à Vienne. Mihai continue d'écrire et de publier de la poésie ; en particulier, à l'occasion de la mort de l'ancien souverain valaque : Barbu Démètre Știrbei, il publie un feuillet, La moartea principelui Știrbei (À la mort du prince Știrbei).

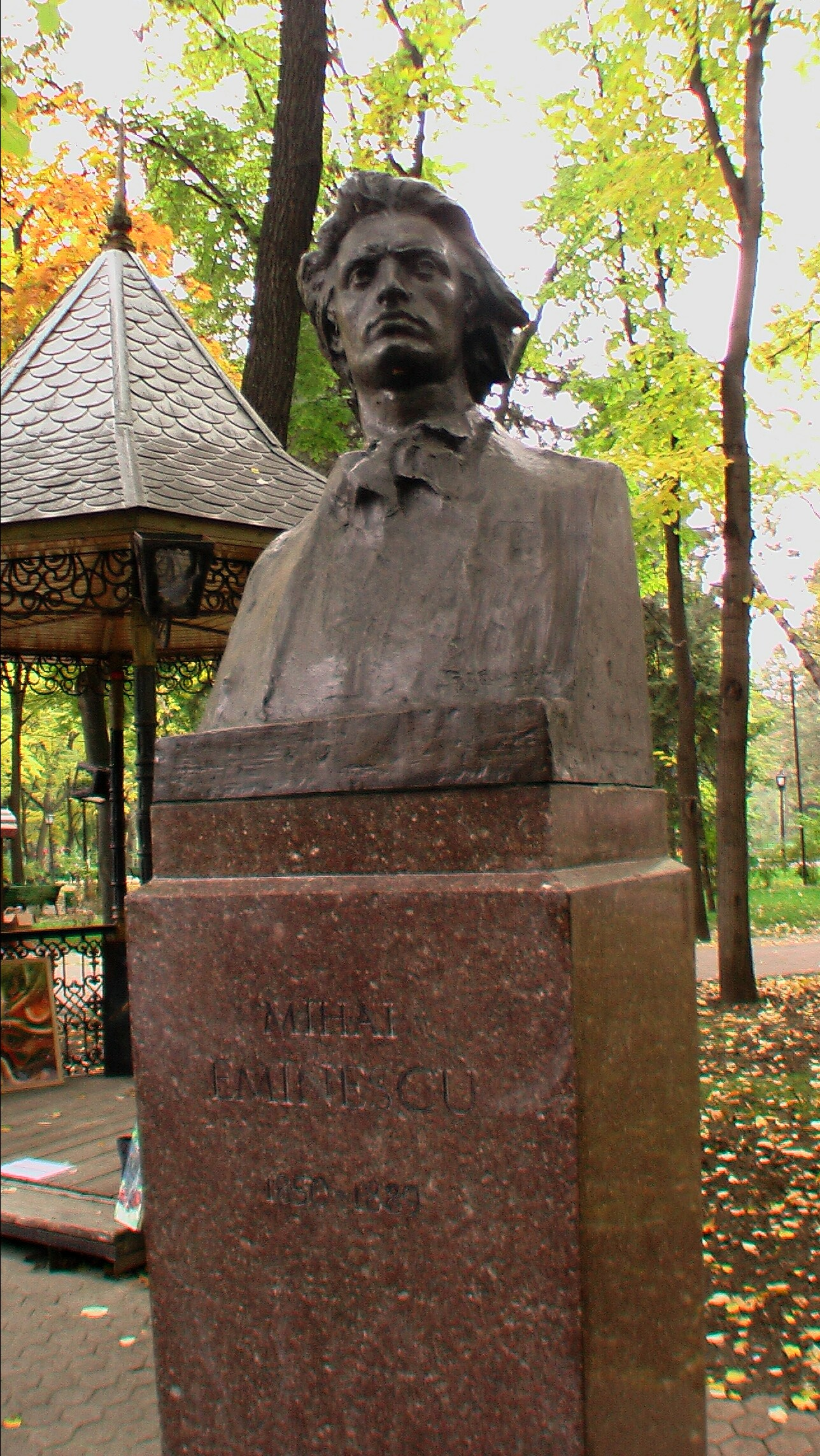
Mihai Eminescu (buste de Chișinău, Moldavie).

### Junimea
D'octobre 1869 à 1872, Mihai étudie à Vienne. Il émarge comme « auditeur extraordinaire » à la faculté de Philosophie et de Droit. Actif dans sa vie étudiante, il se lie d'amitié avec Ioan Slavici, et vient à connaître Vienne grâce à Veronica Micle ; il devient contributeur à Convorbiri literare (Conversations littéraires), édité par Junimea (du romain june - « jeune »). Les chefs de file de cette organisation culturelle, Petre P. Carp, Vasile Pogor, Theodor Rosetti, Iacob Negruzzi et Titu Maiorescu, exerceront leur influence politique et culturelle sur Eminescu pour le restant de sa vie. Impressionné par l'un des poèmes d'Eminescu, Venere și Madonă (Vénus et Madone), Iacob Negruzzi, l'éditeur des Convorbiri literare, voyage jusqu'à Vienne pour le rencontrer. Negruzzi écrira plus tard comment il remarqua immédiatement Eminescu dans la foule des jeunes gens dans un café viennois, par son apparence « romantique » : de longs cheveux, le regard perdu dans ses pensées...
En 1870, Eminescu écrit, sous le pseudonyme de « Varro » trois articles dans Federațiunea à Pest, au sujet de la situation des Roumains et des autres minorités de l'Empire austro-hongrois. Il devient journaliste pour le journal roumain Albina à Pest. De 1872 à 1874, il continue ses études à Berlin, grâce au soutien financier du club littéraire « Junimea ».
De 1874 à 1877 il est directeur de la Bibliothèque Centrale de Iași ; professeur remplaçant, inspecteur scolaire dans les județe (départements) de Iași et Vaslui ; éditeur du journal Curierul de Iași (Le Courrier de Jassy) grâce à son amitié avec Titu Maiorescu, chef de « Junimea » et recteur de l'Université de Iași. Il continue à publier dans Convorbiri literare. Il devient un bon ami du Moldave Ion Creangă, qu'il convainc d'écrire et qu'il parraine dans « Junimea ».
En 1877 il part pour Bucarest, où il est d'abord rédacteur jusqu'en 1883, et rédacteur-en-chef du journal Timpul (Le Temps). À cette époque, il écrit Scrisorile, Luceafărul, Odă în metru antic etc. La plupart de ses éditoriaux et de ses poèmes, très connus, appartiennent à cette période.
En juin 1883, le poète tombe gravement malade, et est admis à l'hôpital du Dr Suțu. En décembre 1883 paraît son volume Poesii, avec une sélection de poèmes préfacée par Titu Maiorescu.

### Mort

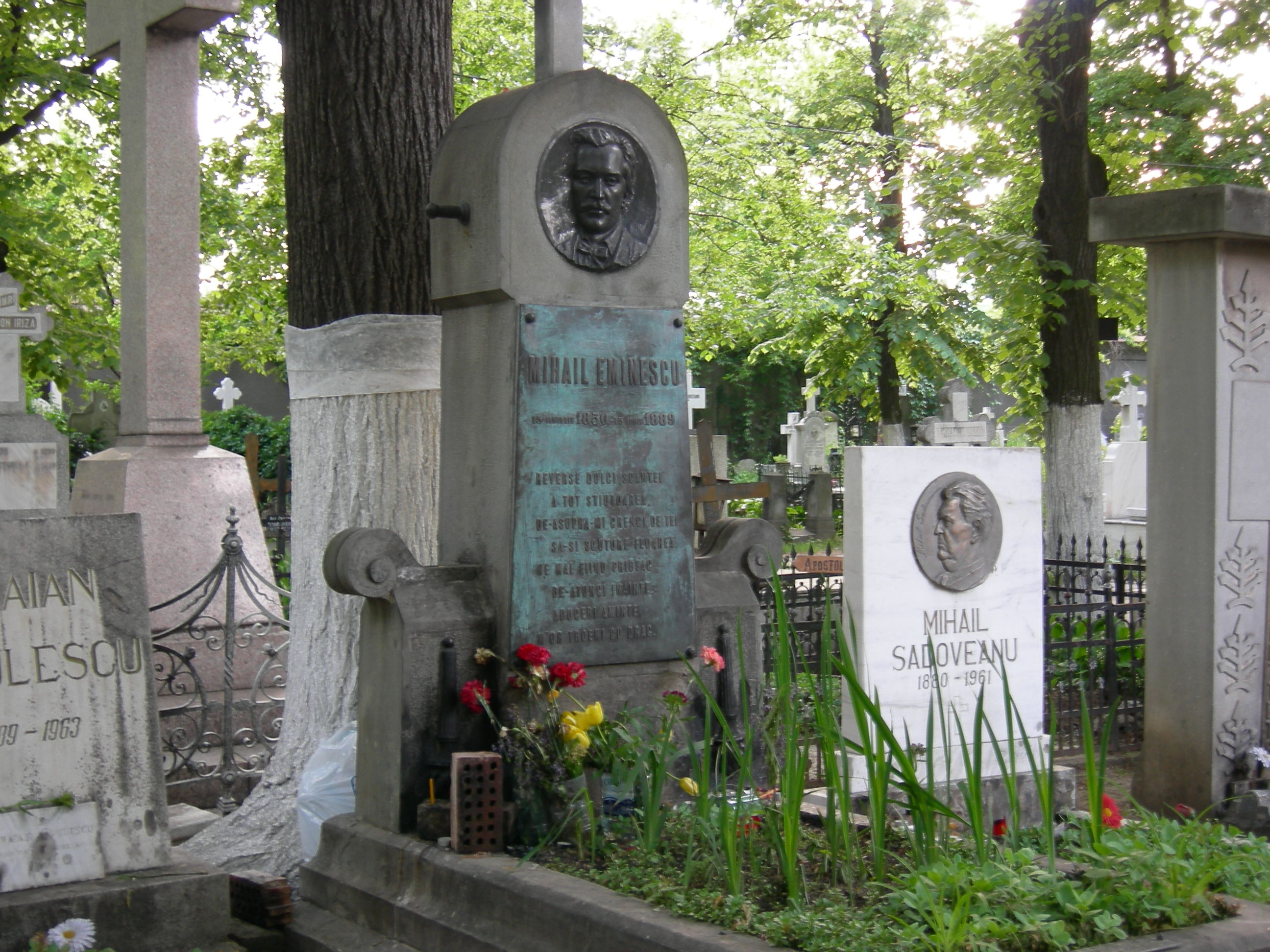
Tombe d'Eminescu au cimetière Bellu à Bucarest.

En 1883, on lui diagnostique la syphilis. George Călinescu écrit dans la biographie du poète qu'il était en fait atteint de cette maladie depuis l'âge de vingt ans ; un autre diagnostic, fait à Vienne la même année, mentionne une dépression mais pas la syphilis. En 1884, il retourne en Roumanie, où il meurt à l'hôpital le 15 juin 1889. Son autopsie est bâclée et la raison précise de sa mort n'est pas connue de façon claire. Il est enterré à Bucarest, au cimetière Bellu.

## Son œuvre
L'historien roumain Nicolae Iorga considère Eminescu comme le « parrain » de la langue roumaine moderne. En Roumanie, il est célébré comme le plus grand et le plus représentatif poète roumain.
Signe de la place emblématique qu'il occupe dans la culture roumaine et roumanophone, le roumain est couramment désigné par la périphrase « langue d’Eminescu », au même titre que, par exemple, l'allemand est « langue de Goethe », l’anglais « langue de Shakespeare », l’espagnol « langue de Cervantès », le français « langue de Molière » et l’italien « langue de Dante ».

### Le poète
Ses poèmes couvrent une vaste gamme de thèmes, de la nature et de l'amour à l'histoire et au commentaire social. Ses jeunes années pleines d'insouciance furent évoquées dans des poèmes plus tardifs avec une profonde nostalgie.
Eminescu fut influencé par le travail d'Arthur Schopenhauer, et quelques-uns ont suggéré que son poème le plus connu, Luceafărul : l'« Étoile du Berger », est basé sur un travail allemand plus ancien ou sur la Katha Upanishad.
Les poèmes d'Eminescu sont traduits dans plus de soixante langues.

#### Ses poèmes les plus importants
- Doina (chanson traditionnelle roumaine),
- Lacul (« Le lac »)
- Luceafărul (« Hypérion »)
- Floare albastră (« Fleur bleue »)
- Dorința (« Le Souhait »)
- Sara pe deal (« Le soir sur la colline »)
- O, rămâi (« Oh, reste »)
- Epigonii (« Épigones »)
- Scrisori (« Lettres »)
- Și dacă (« Et si »),
- Odă (în metru antic) (« Ode (en ancienne métrique) »)
- Mai am un singur dor (« Je n'ai plus qu'un seul souhait »)
- La Steaua (« À l'étoile »[2])
- Peste vârfuri (« Sur les cimes »)
- Glossa

#### Éditions collectées
- Poésies, traduit du roumain par Paul Miclău, Bucarest, Minerva, 1985; 1989.
- Trente poèmes, version française par Annie Bentoiu, Vevey, Éditions de l'Aire, 1994
- Poème posthume. Fragmentarium / Poèmes posthumes. Fragmentarium, traduit du roumain par Michel Wattremez, Bucarest, Editura Fundației Culturale Române, 1997
- Poezii / Poésies, traduit du roumain par Paul Miclău, Bucarest, Editura Fundației Culturale Române, 1999
- Poésies / Poezii, traduit du roumain par Miron Kiropol, Bucarest, Albatros, 2001
- Poezii/Poésies :
- 1- anthologie bilingue aux éditions Cartea Româneasca (1985), 8000 exemplaires, épuisée, traduction et préface de Jean-Louis Courriol
- 2- 8 éditions successives Poezii/Poésies, bilingue, de 2000 à 2017 aux éditions Paralela 45, traduction et préface de Jean-Louis Courriol
- 3- Edition bilingue,  éditions Non Lieu, Paris, 2015, traduction, préface et post-face de Jean-Louis Courriol

### Le prosateur

#### Prose
- Făt-Frumos din tei (« Prince Charmant »)
- Geniu pustiu (« Vain génie », ou « inconsolable » selon les traductions)
- Sărmanul Dionis (« Pauvre Dionis »)
- Cezara (prénom, féminin de César)
- Chestiunea Evreiască (« La question juive »)

#### Éditions collectées
- Le pauvre Dionis suivi de Cezara, nouvelles traduites du roumain par Michel Wattremez, Arles, Actes Sud, « Lettres roumaines » série dirigée par Irina Mavrodin, 1993.
- Poems and Prose of Mihai Eminescu (éditeur Kurt W. Treptow, publication: Centre d'Études Roumaines de Iași, Oxford, and Portland, 2000  (ISBN 973-9432-10-7)), en anglais.

### Le génie
Eminescu avait seulement vingt ans lorsque Titu Maiorescu, le critique roumain le plus écouté en 1870, le qualifia de « vrai poète », dans un essai où seule une poignée de poètes roumains de ce temps passaient le crible de la critique acerbe de Maiorescu. Dans la décennie suivante, la renommée de poète d'Eminescu continua de grandir grâce à :
- la façon qu'il avait d'enrichir le langage littéraire de mots et de phrases originaires de toutes les régions de Roumanie, de textes anciens, et de nouveaux mots qu'il empruntait à ses lectures philosophiques ;
- l'usage de métaphores, qui étaient rares dans la poésie roumaine ;
- le fait qu'il fut le premier écrivain roumain à être publié dans tous les pays roumains (y compris ceux appartenant aux Kaisers autrichiens, aux Tzars russes ou aux Sultans turcs) et qui s'intéressait aux problèmes de tous les Roumains.

Dans un poème adressé À mes critiques (Criticilor mei) il se définissait lui-même comme un romantique et cette désignation, sa mort et son style de vie bohème (il ne chercha à obtenir aucun diplôme, aucune position, ne se maria pas, et ne recherchait pas la fortune), l'associèrent définitivement à la figure romantique du génie.

### Le poète « national »

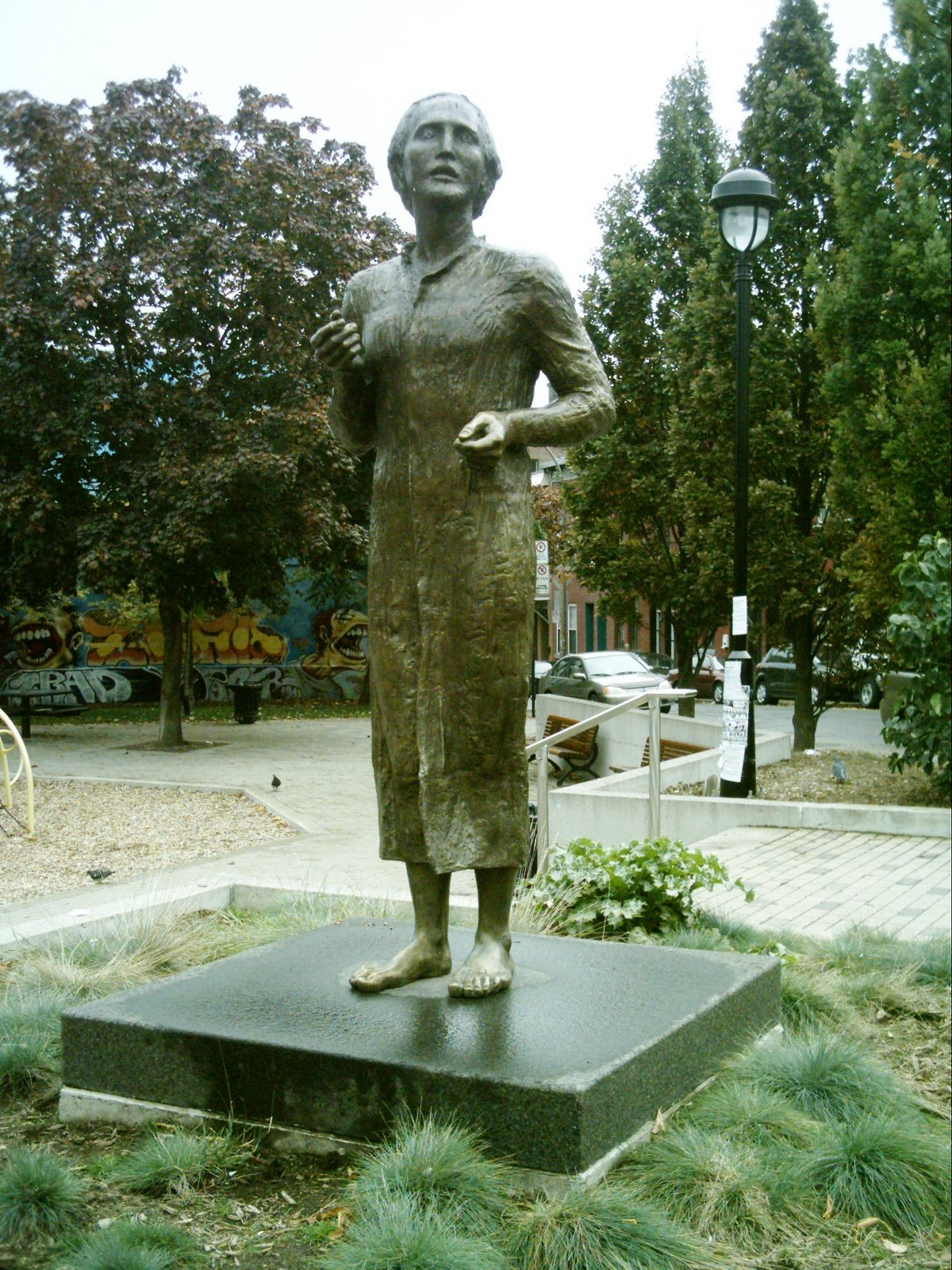
« Éternellement jeune, enveloppé dans ma cape ». Don du ministère de la Culture et des Cultes de Roumanie à la Ville de Montréal.

En 1880, Eminescu possédait un groupe de fervents admirateurs : son poème de 1883, Luceafărul, était si célèbre, qu'une nouvelle revue littéraire changea son nom d'après ce titre. Mais c'est post mortem qu'il acquit la stature de « poète national » en Roumanie, non parce qu'il a écrit à l'époque de la renaissance culturelle, mais plutôt parce qu'il a été adopté comme symbole par les Roumains de toutes les provinces. Même aujourd'hui, il est considéré comme le « poète national » de Roumanie, de la République de Moldavie, et des Roumains qui vivent en Ukraine ou dans la diaspora.
Eminescu est omniprésent dans la Roumanie d'aujourd'hui. Ses statues sont partout. Son visage est imprimé sur les billets de 1 000 lei de 1998, et il l'est sur le billet de 500 lei de 2005 (c'est la plus haute valeur de billet pour le nouveau leu) ; de nombreuses écoles et institutions portent son nom. Les anniversaires de sa naissance et de sa mort sont célébrés chaque année dans de nombreuses villes et écoles roumaines, et ils ont été l'objet de célébrations nationales en 1989 (centenaire de sa mort) et 2000 (cent cinquantenaire de sa naissance) qui a été proclamée Année Eminescu en Roumanie.

### La politique
À l'époque d'Eminescu, la Roumanie se bat aux côtés de l'Empire russe contre l'Empire ottoman dans la guerre russo-turque de 1877-1878 et joue un jeu diplomatique qui finalement aboutira à la reconnaissance internationale de son indépendance et à la naturalisation des juifs ashkénazes de culture yiddish, venus d'Autriche-Hongrie ou de Russie. Mais à cette même époque, la majorité roumaine sortait à grand-peine de plusieurs siècles d'asservissement et de soumission économique et politique à des pouvoirs qui lui étaient étrangers (selon les territoires : Empire turc, Empire autrichien ou Empire russe) et dont les phanariotes, les juifs et les levantins étaient les sujets. La seule minorité encore moins favorisée que la majorité roumaine, était celle des Roms. Même dans les principautés roumaines de Moldavie et Valachie, où la monarchie était élective, le souverain (voïvode, hospodar ou domnitor selon les époques et les sources) devait acheter l'appui des boyards et des puissances voisines (habsbourgeoise, russe et turque) de sorte que, pour rembourser ses dettes, il devait affermer des offices moldaves et valaques à des affermeurs en majorité phanariotes, arméniens, arvanites ou juifs qui exploitaient durement les masses paysannes.
Mortifié par la souffrance des masses paysannes et l'indifférence des classes moyennes et des privilégiés (qu'il évoque dans son poème Împărat și proletar  « Empereur et prolétaire », écrit après les évènements de la Commune en France), Eminescu s'oppose au traité de Berlin de 1878, qui oblige la Roumanie à naturaliser ses phanariotes et ses juifs, ainsi qu'à céder à la Russie la Bessarabie du sud, en échange de la Dobrogée, jusque-là province ottomane sur la Mer Noire. Pour ces raisons, il a été rétrospectivement analysé comme « nationaliste, xénophobe et antisémite », mais à son époque, il a seulement été qualifié de « chauvin » (d'un chauvinisme analogue à son équivalent français, italien ou allemand) et brocardé comme tel par Ion Luca Caragiale dans le poème caricaturalement xénophobe « Tricolorul ».
Aux débuts du régime communiste de Roumanie, avec Ana Pauker au gouvernement, les œuvres d'Eminescu furent mises à l'index comme « mystiques » et « nationalistes bourgeoises ». Après l'éviction de Pauker pour « cosmopolitisme » (euphémisme qui désigne alors les victimes juives des purges), les communistes roumains désignèrent Eminescu comme « le plus grand poète roumain ». Ils « caviardèrent » son poème Împărat și proletar (Empereur et prolétaire, qui se termine en critique « à la Schopenhauer » de la vie humaine en général), pour n'en garder que les strophes pouvant faire passer Eminescu pour un poète solidaire de la destinée des prolétaires.
La droite roumaine n'a rendu hommage à Eminescu que tardivement et avec circonspection, parce qu'il ne s'est jamais affiché comme chrétien (il a indistinctement utilisé des thèmes bouddhistes, chrétiens, agnostiques et athées) et parce que son chauvinisme était teinté de vues sociales, ciblant les communautés non-roumaines de Roumanie moins pour des raisons ethniques ou religieuses, qu'en tant que minorités dominantes. Cela n'a pas empêché ces forces de droite de trouver « scandaleuses » les études critiques des écrivains roumains regroupés en 2012 autour de Mircea Cărtărescu, Gabriel Liiceanu et Horia Patapievici qui démythifient Eminescu (ainsi que d'autres « monstres sacrés » comme Emil Cioran, Mircea Eliade, Eugen Ionescu ou Nae Ionescu) et rappellent qu'il souffrait pendant ses dernières années de psychose maniaco-dépressive.

### Le canon scolaire
Les meilleurs de ses poèmes ainsi que quelques-unes de ses nouvelles sont toujours étudiées dans les toutes les classes de Roumanie et de nouveaux livres sur sa vie et son œuvre sont publiés en Roumanie, mais le plus souvent sans distance critique.

## Hommages
- Il y a une statue d'Eminescu, par Ion Vlad, près de l'église orthodoxe roumaine de la rue Jean-de-Beauvais (au croisement avec la rue des Écoles), dans le 5e arrondissement de Paris.
- En astronomie, un astéroïde, (9495) Eminescu, de la ceinture principale d'astéroïdes[6], et Eminescu, un cratère de la planète Mercure, portent son nom[7].
- On peut trouver une rue à son nom dans le centre-ville de Cluj-Napoca, en Roumanie.
- Le film Dernier Domicile connu (1970) se termine sur une citation du poète.
- En 2023, la poste moldave émet un timbre en hommage à sa créativité[8].